# John Ball (naturalista)
John Ball (1818, Dublín - 1889, Londres) fue un naturalista, alpinista y político irlandés.
Era hijo mayor del juez irlandés Nicholas Ball. Realizó sus estudios en el "Colegio Oscott", de Birmingham, y en el "Colegio Christ", de Cambridge.
Desde su juventud mostró un atractivo por la historia natural y notablemente de la botánica. Luego de sus estudios, viajó por Europa y exploró particularmente Suiza. Publicó artículos sobre flora y glaciares suizos.
En 1846, fue asistente del comisario del "Poor Law Board", pero renunció al año siguiente.
En 1848, fue elegido como candidato al Parlamento por la ciudad de Sligo.
En 1849, fungió como segundo comisario de "Poor Law Board", pero renunció en 1852, y después gana una banca por el Condado de Carlow por el grupo liberal. En la Cámara de los Comunes Británica, llamó la atención de Henry Temple (1784-1865), 13º vizconde de Palmerston, quien le nombró subsecretario para las Colonias, función que conserva dos años. En ese puesto, militó ardientemente en investigaciones y contribuyó a la constitución de la Expedición Palliser al Canadá conducido por John Palliser (1817-1887). En su honor los montes Ball en las Rocosas canadienses conmemoran sus esfuerzos en favor de esa expedición. Contribuyó también a los estudios conducidos por sir William Jackson Hooker (1785-1865) sobre la flora de las Colonias británicas.
En 1858, fue vencido en las elecciones del Condado de Limerick. Abandonó la política y se consagró a la Historia natural. Fue primer presidente del Club alpino fundado en 1857. Su libro, Alpine Guide, participó en la promoción de la escalada y fue editado dos veces en 1863 y en 1868.
Viajó a Marruecos en 1871 y a América del Sur en 1882.
- La abreviatura «Ball» se emplea para indicar a John Ball como autoridad en la descripción y clasificación científica de los vegetales.[1]